# Microserica sigillata
Microserica sigillata är en skalbaggsart som beskrevs av Brenske 1897. Microserica sigillata ingår i släktet Microserica och familjen Melolonthidae. Inga underarter finns listade i Catalogue of Life.